# Émilie Simon

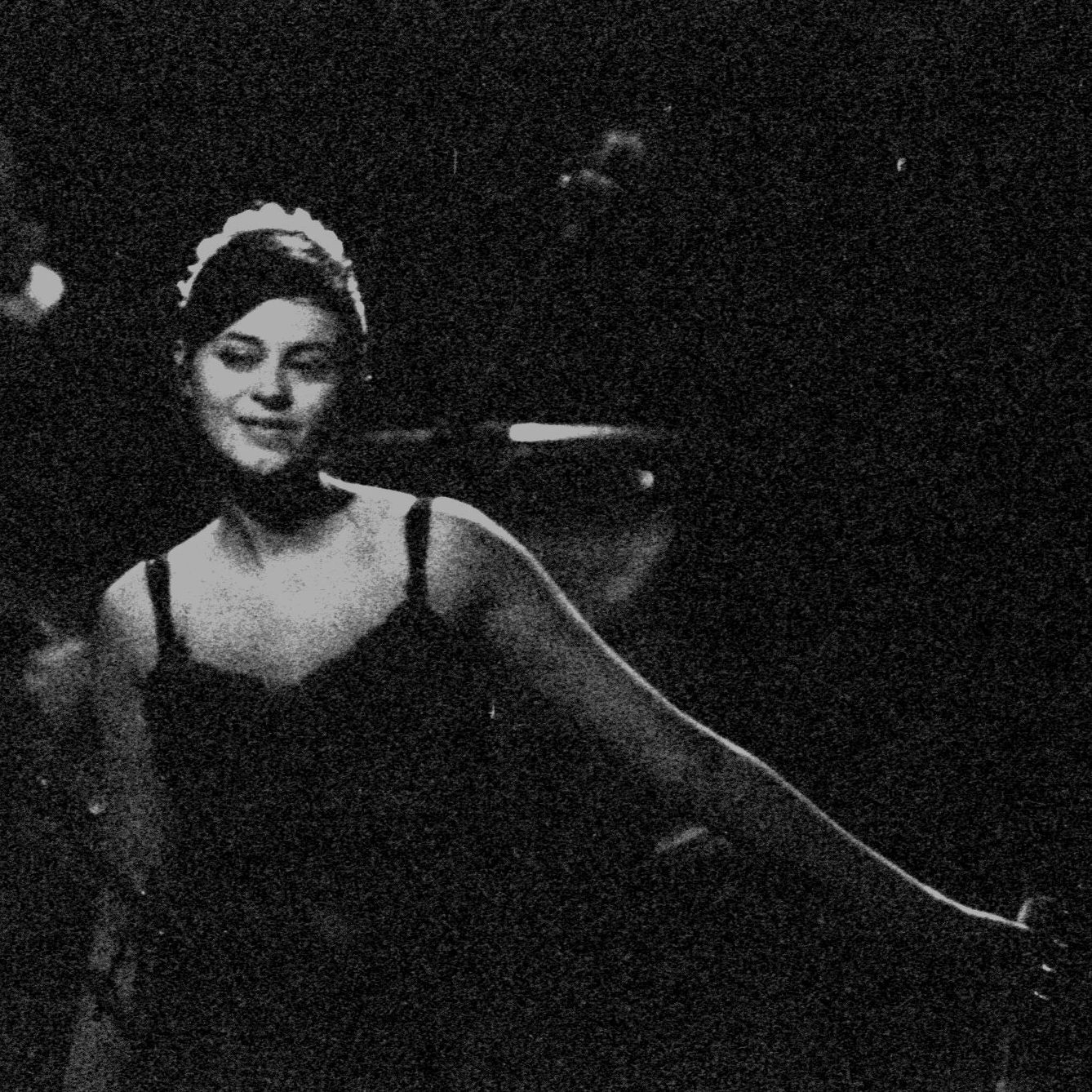
Émilie Simon.

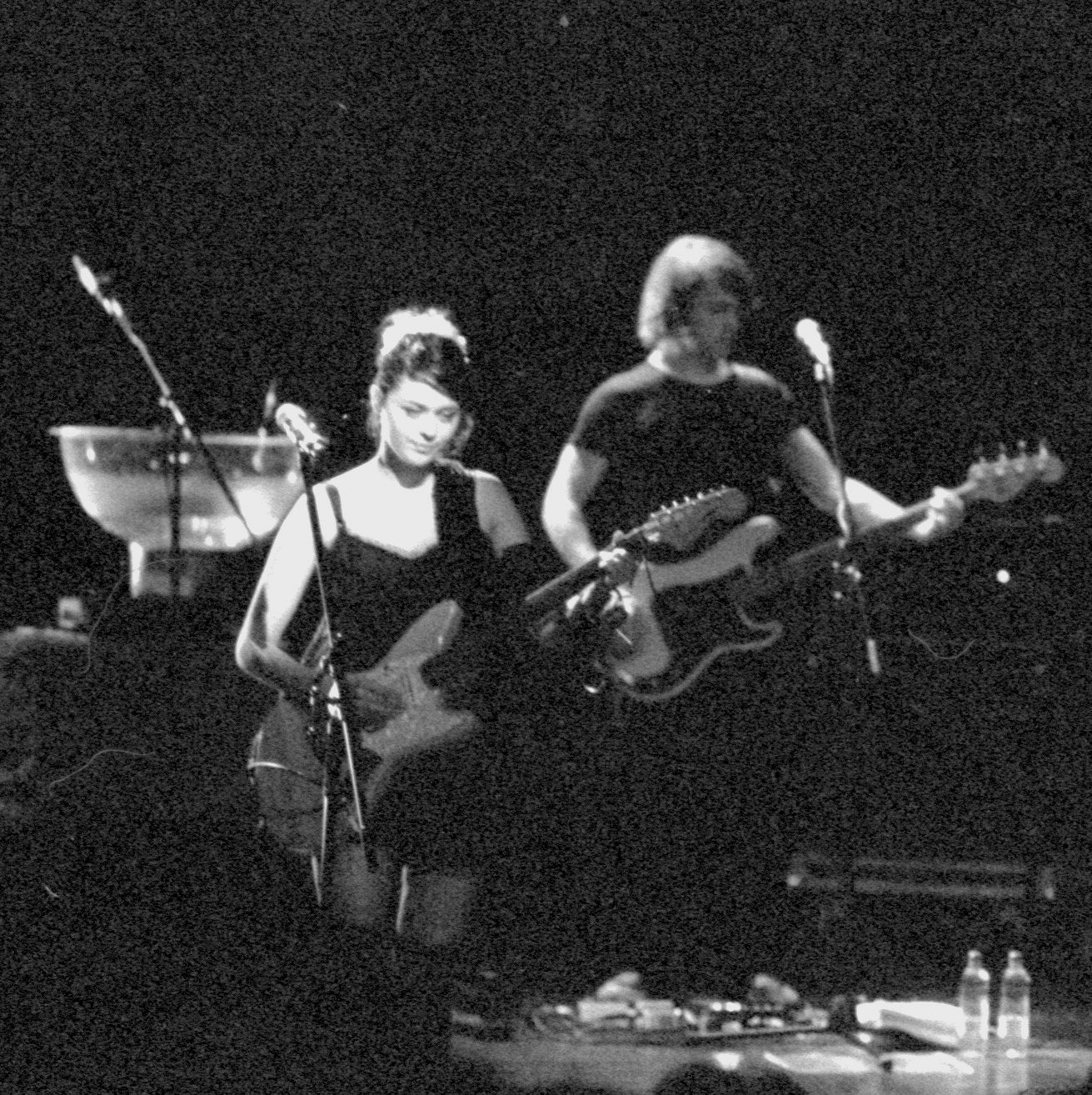
En concierto en el Octogone, en Pully, el 6 de mayo de 2006.

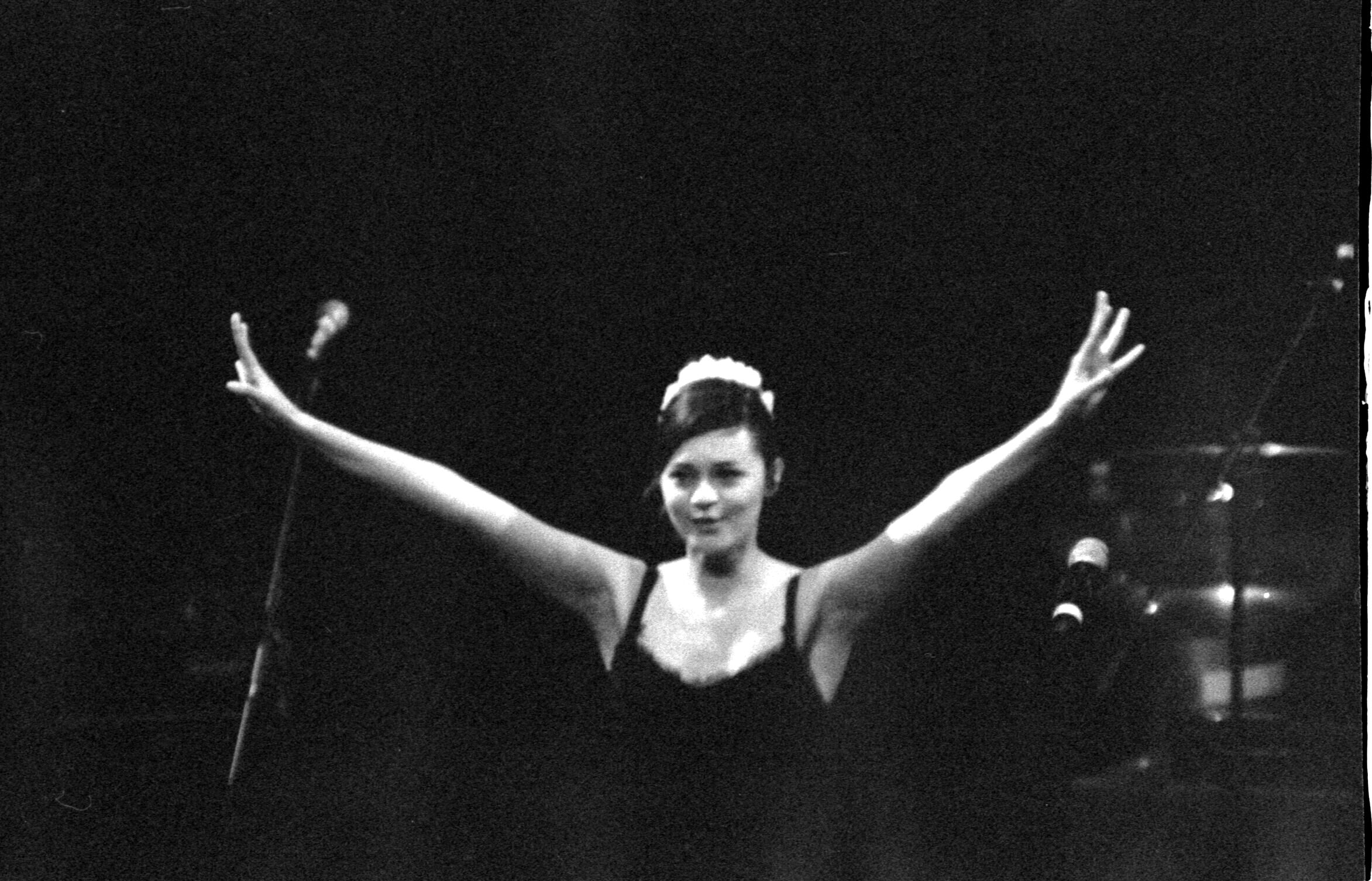
En el mismo concierto.

Émilie Simon (Montpellier, 17 de julio de 1978) es una compositora e intérprete francesa de música Synthpop.

## Biografía

### Formación
Nacida en 1978, Émilie Simon creció en Montpellier con su hermano pequeño, su madre (peluquera en la Place du Marché-aux-Fleurs) y su padre (ingeniero de sonido), a través de los cuales conoció la música. Se incorporó al Conservatorio de Montpellier a los 7 años.
Obtuvo su bachillerato literario "opción musical" en el Lycée Clemenceau. Después de haber estudiado en la Universidad Paul-Valéry-Montpellier y luego en la Universidad Paris-Sorbonne5, obtiene el Diploma de Estudios Avanzados (DEA) en musicología. También ha realizado numerosas prácticas en IRCAM.

### Sus comienzos
En 2003, Émilie Simon lanzó su primer álbum, producido por Barclay y titulado simplemente Émilie Simon, que recibió un premio Victoires de la musique en la categoría de “Álbum de música electrónica” en 2004.
Mientras trabajaba en la musicalidad del agua y el hielo, el director Luc Jacquet se puso en contacto con Émilie Simon para un documental sobre la Antártida. El 10 de enero de 2005, Émilie Simon lanzó un segundo álbum, The March of the Emperor, que fue la banda sonora de la película del mismo nombre. Luego ganó una Victoire de la musique en la categoría "Música original para cine o televisión", y fue nominada al premio César a la mejor música escrita para película.

### Végétal
El 6 de marzo de 2006, Émilie Simon lanzó su tercer álbum, titulado Végétal. Este álbum, orientado al mundo vegetal, juega con palabras y sonidos orgánicos o acuáticos, texturas naturales (agua, madera, fuego, piedra) y el uso de diferentes modos de juegos instrumentales, en particular piano preparado (Mi viejo amigo) en el álbum y en el escenario con los percusionistas Cyril Hernandez y Nicolas Gorge. El álbum recibió el premio Victoire de la musique en la categoría "Álbum de música electrónica / groove / dance del año" en 2007.
La primera actuación en vivo de Emilie Simon, À l'Olympia, grabada en septiembre de 2006 en el Olympia se estrenó al año siguiente. Disponible en versión de CD de audio y DVD de video, éste en vivo presenta canciones de sus 3 álbumes, así como una versión de una canción de Nirvana, Come as You Are.
El éxito de este álbum marca el comienzo de su éxito internacional. De hecho, Émilie Simon lanzó The Flower Book en los Estados Unidos a finales de 2006: una recopilación de canciones de sus tres primeros álbumes, así como versiones inéditas. La Marche de l’empereur fue lanzada en los Estados Unidos el 3 de abril de 2007 (bajo el nombre de March of the Empress).
Émilie Simon también compone la banda sonora de la película Survivre avec les loups de Véra Belmont estrenada en enero de 2008. Émilie Simon ha cubierto ciertos títulos para Véra: Au Lever du Soir, Vu d'Ici, Papillon, Chanson de toile y In the lake.

### The Big Machine
En 2008, Émilie Simon se marcha a Nueva York.
Su cuarto álbum de estudio, The Big Machine, fue lanzado el 14 de septiembre de 2009 en versión digital y el 21 de septiembre de 2009 en CD. Los dos sencillos presentados son Dreamland y Rainbow. Este álbum, creado y grabado en Nueva York con músicos y colaboradores estadounidenses, presenta la mayoría de pistas solo en inglés (con frases en francés en algunas pistas). El sonido, mucho más pop, recuerda al de la cantante Kate Bush. Émilie Simon también compuso The Big Machine de una manera más tradicional a diferencia de sus primeros tres álbumes, ella escribió el álbum a voz-piano mientras que los anteriores los compuso directamente en el ordenador.

### Franky Knight
François Chevallier, compañero, ingeniero de sonido y director de Émilie, que había trabajado en la banda sonora de La Marche de l 'empereur, Végétal, The Big Machine, murió en Grecia el 15 de septiembre de 2009 a raíz de complicaciones pulmonares debido al virus de la influenza H1N19.
Franky Knight, el quinto álbum de estudio de Emilie Simon, rinde homenaje a François Chevallier. Consta de diez temas, y fue lanzado el 5 de diciembre de 2011. Este álbum también se utilizó como banda sonora de la película La Délicatesse, que desarrolla el mismo tema del duelo amoroso.
La canción Jetaimejetaimejetaime aparece en los créditos finales de la película Quand je serai petit y está compuesta a partir de los temas de la película. La serie de televisión Bref utilizó Same Day Lovers en el episodio 57 (Bref. On était des gamins).
El 29 de abril de 2012, dio un concierto único en la Salle Pleyel para tocar el álbum de Franky Knight, así como versiones revisitadas de sus álbumes anteriores.

### Mue
Mue, el sexto álbum de estudio de Émilie Simon consta de diez temas originales. Fue lanzado el 17 de marzo de 2014. Este disco se opone al anterior por un ambiente luminoso, más alegre y apacible.

### Mars on Earth 2020
Mars on Earth 2020, es un EP conceptual, compuesto por 4 pistas que se dan a conocer todos los miércoles desde el 22 de abril de 2020. En sus redes sociales, Émilie indica que escribió, compuso y produjo este EP en su estudio durante el encierro, durante la pandemia del COVID-19. El primer sencillo se llama Cette Ombre y fue lanzado el 22 de abril de 2020.

### Estilo musical
Aunque su estilo musical se compara con mayor frecuencia con el de Björk, Tori Amos y Kate Bush, sus influencias musicales también van desde los Beatles hasta Joni Mitchell, incluidos Peter Gabriel, The Cure, Nirvana, Massive Attack, Tricky (con quien colaboró en ), The Who, The Small Faces, David Bowie, Lou Reed, The Velvet Underground e Iggy Pop.
Trabajando en sus propios arreglos, se sabe que ama la innovación y sus álbumes tienen paisajes sonoros variados. Sus letras alternan entre el francés y el inglés.

### Conciertos
Su primer concierto lo dio en el Ubu de Rennes, en la primera parte del cantante Avril.
En el escenario, a menudo la acompañaba Cyrille Brissot (de IRCAM) que dirige la parte de programación y que ha desarrollado instrumentos especialmente pensados para los conciertos de Emilie: el BRAAHS, el Cadre, Bobby, mezclando controladores MIDI y procesando en tiempo real.
Participó en una primera Black Session en France Inter el 4 de abril de 2003.
El 1 de julio de 2005, en el marco de las Eurockéennes de Belfort, ofreció un original concierto en el que participaron la Synfonietta de Belfort y el grupo Percussions-Claviers de Lyon. Luego volvió a trabajar con estos dos grupos durante un segundo concierto, el 19 de enero de 2006 en el Grand Rex de París. Con el grupo Percussions-Claviers de Lyon, dio otro concierto el 16 de septiembre de 2007 en la Salle Pleyel.
En 2009, Émilie Simon presentó su cuarto álbum The Big Machine en una gira en Francia, así como en el extranjero. Participó en una segunda Black Session en France Inter el 21 de septiembre de 2009.
Regresando regularmente para ver a sus padres en Montpellier, da un concierto por su 32 cumpleaños en la sala de Rockstore.
El 23 de agosto de 2014, como parte del festival Rock en Seine, ofreció un concierto único con la Orchestre national d'Île-de-France dirigida por Bruno Fontaine5.
El 17 de marzo de 2015, el avión que transportaba su equipo quedó bloqueado debido al mal tiempo. Ella se las apañó con un arreglo semi-acústico para ofrecer un concierto en Wuhan, China, en unas pocas horas. Allí mismo toca algunas notas de hulusi, flauta china que descubrió ese día.
El 12 de noviembre de 2015 dio un concierto en Lyon con los alumnos del Conservatorio Nacional de Música y Danza de Lyon.

## Discografía

### Émilie Simon(2003)
1. Désert
2. Lise
3. Secret
4. Il pleut
5. I Wanna Be Your Dog (versión original: Iggy Pop/The Stooges)[9]
6. To the Dancers in the Rain
7. Dernier lit
8. Graines d’étoiles
9. Flowers
10. Vu d’ici
11. Blue Light
12. Chanson de toile

- Desert (versión en inglés) Disque bonus
- Solène (Bonus track) Disque bonus
- Femme Fatale (con Tim Keegan) Disque bonus
- Desert (Avril Puzzle Mix) Disque bonus

- Desert (Leila Mix) Maxi
- Désert (Thievery Corporation Mix) Maxi
- Flowers Never Die (F. Pallem & JM Pelatan Mix) Maxi
- Graines d’étoiles (JeanJean Mix) Maxi
- Nous voulons des fleurs (Cyrille Brissot Mix) Maxi

### Desert[Maxi] (2003)
- Desert (Versión en inglés)
- Desert (Avril Puzzle Mix)
- Desert (Leila Mix)
- Désert (Versión en francés)
- Desert (Thievery Corporation Mix)

### Flowers[Maxi] (2003)
- Flowers (Versión original)
- Flowers never die (les fleurs ne meurent jamais) - Fred Pallem & Jean-Marc Pelatan Mix
- Graines d'étoiles (JeanJean Mix)
- Flowers (Versión acústica en vivo)
- Flowers (Lo-Fi Flowers por Dionysos)
- Flowers (A Flower Mix por David Trescos)

### La Marche de l'empereur(2005)
1. The Frozen World
2. Antarctic
3. The Egg
4. Song of the Sea
5. Baby Penguins
6. Attack of the Killerbirds
7. Aurora Australis
8. The Sea Leopard
9. Song of the Storm
10. Mother's Pain
11. To the Dancers on the Ice
12. All Is White
13. The Voyage
14. Footprints in the Snow (Bonus Track)
15. Ice Girl (Bonus Track)

### Végétal(2006)
1. Alicia
2. Fleur de saison
3. Le vieil amant
4. Sweet Blossom
5. Opium
6. Dame de lotus
7. Swimming
8. In the Lake
9. Rose hybride de thé
10. Never Fall in Love
11. Annie
12. My Old Friend
13. En cendres
14. Papillon
15. Ferraille
16. Madelaine

### The Big Machine(2009)
1. Rainbow
2. Dreamland
3. Nothing To Do With You
4. Chinatown
5. Ballad Of The Big Machine
6. The Cycle
7. Closer
8. The Devil At My Door
9. Rocket To The Moon
10. Fools Like Us
11. The Way I See You
12. This Is Your World

### Franky Knight(2011)
1. Mon Chevalier
2. I Call It Love
3. Holy Pool Of Memories
4. Something More
5. Bel Amour
6. Franky's Princess
7. Sous Les Etoiles
8. Les Amants Du Même Jour
9. Walking With You
10. Jetaimejetaimejetaime

### Mue(2014)
1. Paris j'ai pris perpète
2. Menteur
3. Encre
4. The Eye of the Moon
5. Quand vient le jour
6. Les Étoiles de Paris
7. Des larmes
8. Le Diamant
9. Perdue dans tes bras
10. Les Amoureux de minuit
11. Wicked Games

### The Jesus Rolls(2020)
1. Always Now
2. Always Now (Instrumental)
3. The Bowling Salsa
4. Le Mambo du coiffeur
5. Joie de vivre
6. Melancolie (Piano Version)
7. Melancolie
8. Fleur de saison (Gypsy Version)
9. Always Now (Extented Version)
10. Seven Six Seven

### Sencillos
- "Désert" (2002)
- "Flowers" (2003)
- "Song of the Storm" (2005)
- "Fleur de Saison" (2006)
- "Rose hybride de thé" (2006)
- "Dame de lotus" (2007)
- "Dreamland" (2009)
- "Rainbow" (2009)
- "Ballad Of The Big Machine" featuring Charlie Winston (2010)
- "Mon Chevalier" (2011)
- "Menteur" (2014)